# Bangui, Niger
Bangui este o comună rurală din departamentul Madaoua, regiunea Tahoua, Niger, cu o populație de 75.903 locuitori (2001).